# 沙朗 (德龍省)
沙朗（法語：Charens）是法国东南部市镇，位於德龙省。